# Lijst van voetbalinterlands Duitsland - Tsjechië
Deze lijst van voetbalinterlands is een overzicht van alle officiële voetbalwedstrijden tussen de nationale teams van Duitsland en Tsjechië. De buurlanden speelden tot op heden tien keer tegen elkaar, te beginnen met een vriendschappelijke wedstrijd op 12 november 1939 in Breslau, toen de Tsjechen als Bohemen en Moravië speelden. Het laatste duel, een vriendschappelijke wedstrijd, vond plaats op 11 november 2020 in Leipzig.

## Wedstrijden
| №  | Plaats     | Datum            | Competitie           | Wedstrijd                      | Uitslag |
| -- | ---------- | ---------------- | -------------------- | ------------------------------ | ------- |
| 1  | Breslau    | 12 november 1939 | Vriendschappelijk    | Duitsland − Bohemen en Moravië | 4 − 4   |
| 2  | Manchester | 9 juni 1996      | EK 1996              | Duitsland − Tsjechië           | 2 − 0   |
| 3  | Londen     | 30 juni 1996     | EK 1996              | Tsjechië − Duitsland           | 1 − 2   |
| 4  | Neurenberg | 3 juni 2000      | Vriendschappelijk    | Duitsland − Tsjechië           | 3 − 2   |
| 5  | Lissabon   | 23 juni 2004     | EK 2004              | Duitsland − Tsjechië           | 1 − 2   |
| 6  | Praag      | 24 maart 2007    | EK 2008 kwalificatie | Tsjechië − Duitsland           | 1 − 2   |
| 7  | München    | 17 oktober 2007  | EK 2008 kwalificatie | Duitsland − Tsjechië           | 0 − 3   |
| 8  | Hamburg    | 8 oktober 2016   | WK 2018 kwalificatie | Duitsland − Tsjechië           | 3 − 0   |
| 9  | Praag      | 1 september 2017 | WK 2018 kwalificatie | Tsjechië − Duitsland           | 1 − 2   |
| 10 | Leipzig    | 11 november 2020 | Vriendschappelijk    | Duitsland − Tsjechië           | 1 − 0   |

## Samenvatting
| Competitie        | Totaal gespeeld | Winst Duitsland | Gelijk | Winst Tsjechië | Doelsaldo Duitsland – Tsjechië |
| ----------------- | --------------- | --------------- | ------ | -------------- | ------------------------------ |
| WK-kwalificatie   | 2               | 2               | 0      | 0              | 5 − 1                          |
| EK-eindronde      | 3               | 2               | 0      | 1              | 5 − 3                          |
| EK-kwalificatie   | 2               | 1               | 0      | 1              | 2 − 4                          |
| Vriendschappelijk | 3               | 2               | 1      | 0              | 8 − 6                          |
| Totaal            | 10              | 7               | 1      | 2              | 20 − 14                        |

Wedstrijden bepaald door strafschoppen worden, in lijn met de FIFA, als een gelijkspel gerekend.

## Details

### Eerste ontmoeting
| Vriendschappelijk (Breslau, Duitsland, 12 november 1939):                |       |                                                               |
| Duitsland                                                                | 4 – 4 | Bohemen en Moravië                                            |
| Franz Binder 30' Franz Binder 35' Franz Binder 53' Paul Janes 85' (pen.) | goals | 6' Josef Bican 8' Antonín Puč 13' Josef Bican 40' Josef Bican |

### Vierde ontmoeting
| Vriendschappelijk (Neurenberg, Duitsland, 3 juni 2000):            |       |                                  |
| Duitsland                                                          | 3 – 2 | Tsjechië                         |
| Carsten Jancker 38' Oliver Bierhoff 62' (pen.) Oliver Bierhoff 90' | goals | 54' Pavel Kuka 80' Patrik Berger |

### Achtste ontmoeting
| WK 2018 kwalificatie (Hamburg, Duitsland, 8 oktober 2016): |       |          |
| Duitsland                                                  | 3 – 0 | Tsjechië |
| Thomas Müller 13' Toni Kroos 49' Thomas Müller 65'         | goals |          |
| - Debuut van Lukáš Droppa (Tom Tomsk) voor Tsjechië.       |       |          |

### Negende ontmoeting
| WK 2018 kwalificatie (Praag, Tsjechië, 1 september 2017):                        |       |                                 |
| Tsjechië                                                                         | 1 – 2 | Duitsland                       |
| Vladimír Darida 78'                                                              | goals | 4' Timo Werner 88' Mats Hummels |
| - Debuut van Jan Bořil (Slavia Praag) en Jan Kliment (Brøndby IF) voor Tsjechië. |       |                                 |

### Tiende ontmoeting
| Vriendschappelijk (Leipzig, Duitsland, 11 november 2020):                                                                         |       |          |
| Duitsland | 1 – 0 | Tsjechië |
| Luca Waldschmidt 13' | goals |          |
| - Debuut van Philipp Max (PSV) en Ridle Baku (VfL Wolfsburg) voor Duitsland. - Debuut van Václav Černý (FC Twente) voor Tsjechië. |       |          |